# 重音 (語音學)
重音（英語：Accent）是一種對詞或特殊音節的強調程度的變化。這些變化都是由口腔肌肉和舌頭的動作所產生。
大致分為與語音強弱相關的強弱重音和與語音高低相關的高低重音，另外還有長短重音。
重读（stress）和重音（accent）在語言學中有時是接近同義的概念，皆指某音節在單字中或單字在句子中相對突顯(prominent)的意思，不過在一些特別區分上，重音（accent）常常被應用在聲音聽覺上相關的概念。
此外，句子層級表達情感相關的音高變化，稱為語調。

## 重音種類

### 強弱重音
英語是音節以重音所在而有區別的強弱重音語言。舉例來說、subject 做為名詞「主題」時， sub- 的發音較強。而做為動詞「使…服從」時，則 -ject 的發音較強。英語重音所在的音節首之塞音會送氣。

### 高低重音
高低重音的代表例子為日語。日語詞彙內部語音的高低位置的差異，會造成意義上的變化，而音節的高低也不是能自由組合的。日語中，不同方言的重音（下降核、重音核）類型也不同，東京方言重音類型依下降核的位置分類、大阪方言重音類型依下降核的位置及最初音節的高低分類、鹿兒島方言則是依下降核的有無分類。
日語之外，立陶宛語、拉脫維亞語、塞爾維亞語、斯洛維尼亞語、吠陀梵語、古希臘語、韓語的部分方言等等皆屬高低重音的語言。

### 長短重音
獨立擁有長短重音發別的言語雖然較少，但也有不少語言是以長短重音的差異做為單詞語音次要的辨義元素。例如，德語雖做為輕重重音為主的語言，長短重音亦是其語音不可或缺的重點之一。

## 外部連結
- The Speech Accent Archive (Native and non-native accent recordings of English) （页面存档备份，存于）
- 日本語アクセントの概要 （页面存档备份，存于）
- 大辞林 特別ページ 日本語の世界 方言（二） （页面存档备份，存于）
- 「新明解日本語アクセント辞典」アクセントについて （页面存档备份，存于）
- 「日本語教育用アクセント辞典」サイト （页面存档备份，存于）